# 恩寵狀態
《恩寵狀態》（英語：State of Grace）是美国創作歌手泰勒絲的一首歌曲，收录于她的第四张录音室专辑《红》中。歌曲于2012年10月16日在iTunes Store发布。在美国，歌曲被大机器唱片作为专辑的宣传单曲发行。《重新开始》、《红》与《我知道你是大麻烦》原本都为专辑的宣传单曲，但是后来均转为了正式单曲。歌曲由泰勒絲本人创作，并由泰勒絲及內森·查普曼共同製作。音乐方面，歌曲不同于泰勒絲以往的乡村流行乐风格，而受到了另类摇滚风格的影响，歌曲曾被和U2樂團、缪斯乐队和小紅莓合唱團等樂團的歌曲进行比较。泰勒絲表示其歌曲的歌詞“是關於你初次愛上一个人，”“就以像一種史詩般的方式陷入熱戀”。歌曲收到了乐评人的赞扬，乐评人称赞了泰勒絲在歌曲中音域比以前更宽广了。

## 曲目列表
数字下载
1. "State of Grace" - 4:55

## 榜单
| 榜单（2012年）                       | 最高 排位 |
| ------------------------------------ | --------- |
| 澳大利亚（澳大利亚唱片业协会單曲榜） | 44        |
| 加拿大（Canadian Hot 100）           | 9         |
| 愛爾蘭（愛爾蘭唱片音樂協會单曲榜）   | 43        |
| 新西兰（新西兰唱片音乐协会单曲榜）   | 20        |
| 英國（官方榜单公司單曲榜）           | 36        |
| 美国（《告示牌》百大單曲榜）         | 13        |